# Boren (Östergötland)
 For alternative betydninger, se Boren. (Se også artikler, som begynder med Boren)
58°33′34.121″N 15°11′9.0672″Ø / 58.55947806°N 15.185852000°Ø
Boren er en sø i Motala kommun i Östergötland mellem byerne Borensberg i øst og Motala i vest. Boren ligger 73 moh. og har et areal på 28 km². Største dybde er 14 m.
Boren er en del af Göta kanal og Motala ström. Den har lagt navn til byen Borensberg. Syd for søen ligger Birgittas udde og slottet Ulfåsa. Alt vand, som løber fra Vättern, løber ind i Boren gennem Motala ström. Om vinteren er det populært at løbe på skøjter på Boren. Den rødlistede karpefisk asp (Aspius aspius) findes i søen.